# Arquer d'Amesbury
L'arquer d'Amesbury és un home d'inicis de l'edat del coure la tomba del qual fou descoberta durant unes obres d'una nova urbanització d'Amesbury, prop de Stonehenge. La tomba, la descobriren al maig del 2002, i data aproximadament del 2300 ae. L'anomenen "arquer" per les nombroses puntes de sagetes soterrades amb ell. La tomba contenia més artefactes que qualsevol altre enterrament d'inicis de l'edat del coure britànica, i inclou els primers objectes d'or i coure coneguts a Anglaterra.
Les dates obtingudes per radiocarboni de la tomba i de Stonehenge suggereixen que els sarsens i trílits d'aquest santuari podrien ser de la mateixa època.

## Enterrament
La tomba de l'arquer ha proporcionat el major nombre d'artefactes en un enterrament d'aquest període (inicis de l'edat del coure) a Gran Bretanya. Hi destaquen cinc atuells funeraris del tipus associat amb la cultura del got campaniforme; tres ganivetets de coure; setze puntes de sageta de sílex; eines per a tallar sílex i peces metal·lúrgiques, fins i tot pedres de coixí, que funcionaven com una enclusa portàtil, i això indica que, malgrat el joc d'arquer, probablement era metal·lúrgic; i alguns ullals de senglar. A l'avantbraç duia una canellera de pedra negra, i una altra semblant de color roig descansava al costat dels genolls. Amb la segona canellera li col·locaren un anell de cinyell tallat en shale i un parell d'ornaments per al cabell d'or, els objectes d'or més antics trobats a Anglaterra.
L'estudi que feu anàlisis isotòpiques de l'oxigen en l'esmalt de les dents de l'arquer suggereix que nasqué i visqué a la regió alpina d'Europa central. Tenia entre 40 i 45 anys i el cos fou col·locat en una cambra de fusta sota un petit monticle. Probablement va morir de sèpsia: té un forat desgastat en la mandíbula, prova d'estar sofrint un greu abscés dental, i un genoll trencat en un accident amb falta de ròtula esquerra i infecció a la cama demostra que en els darrers mesos no podria caminar.
El seu esquelet l'exposen al Museu de Salisbury.

## Segon enterrament
Un altre esquelet masculí fou trobat a prop, soterrat de la mateixa manera. Era el d'un jove d'uns 20 a 25 anys, i emparentat amb l'arquer, ja que tots dos tenien una anomalia hereditària: coalició navicular, una fusió del calcani i el tars (com que no produeix malformació o molèstia, sol passar desapercebuda fins i tot a l'afectat). Aquest home, probablement fill de l'arquer, i a vegades dit company seu, ja va créixer a la zona. Totes dues tombes es descobriren a poca distància dels arquers de Boscombe, que foren excavats l'any següent.

## Importància dels enterraments
L'Arquer el batejaren com a Rei de Stonehenge en la premsa britànica per la proximitat al famós monument i fins i tot suggeriren que podria haver-ne estat implicat en la construcció.
Això, però, no es pot saber amb certesa. És només un enterrament de quan van començar a erigir-se les pedres, però donada la naturalesa luxosa de la inhumació, el van considerar prou important com per a ser enterrat prop de Stonehenge. Tim Darvill considera que l'esquelet seria possiblement el d'un pelegrí malalt de classe alta, que arribaria a Stonehenge per a beneficiar-se de les "propietats curatives" de les pedres blaves.
La seua tomba és d'especial importància per les seues connexions amb l'Europa Continental i les primeres tecnologies de fosa del coure. Es creu que seria un dels primers treballadors del coure i l'or a Gran Bretanya i el descobriment reforçà la teoria que afirma que la difusió de la cultura del got campaniforme fou resultat d'un moviment de població, i no sols de l'adopció d'una sèrie d'artefactes i tècniques nous. Treballar metalls era una novetat i això el feia poderós, per això té un aixovar ric. A l'Europa Continental, els enterraments de treballadors metal·lúrgics eren sovint com aquest.